# Powstanie

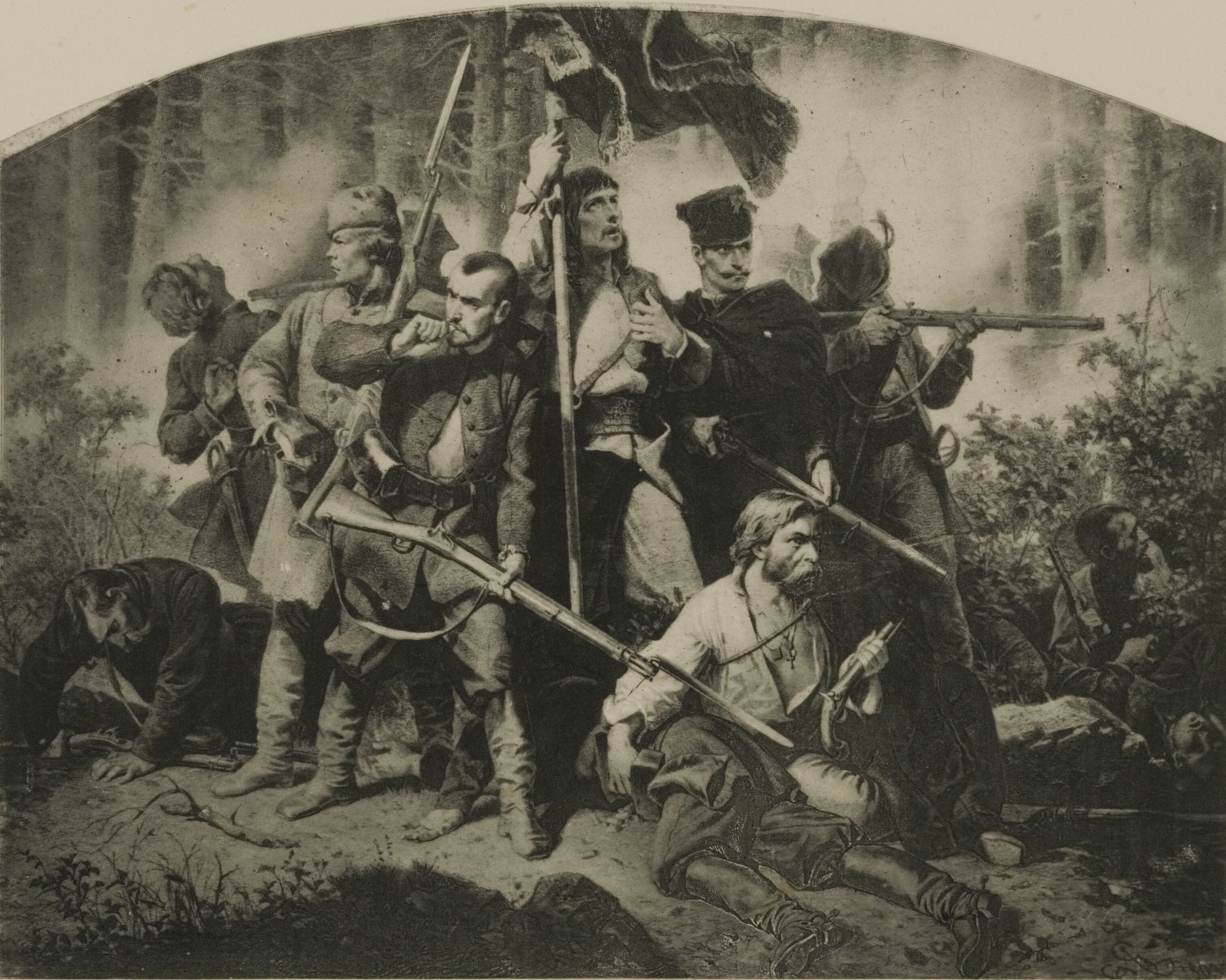
Artur Grottger, Bitwa, rysunek z cyklu Polonia, 1863

Powstanie, rebelia (dawniej insurekcja) – zbrojne wystąpienie dużej grupy ludności państwa, miasta lub pewnego obszaru, toczone w celu uzyskania lub obronienia wolności, z reguły skierowane przeciw władzy zaborczej lub okupacyjnej. 
Powstania często dążyły do uzyskania niepodległości państwa, autonomii obszaru lub przyłączenia obszaru do innego państwa.